# Jung-jung

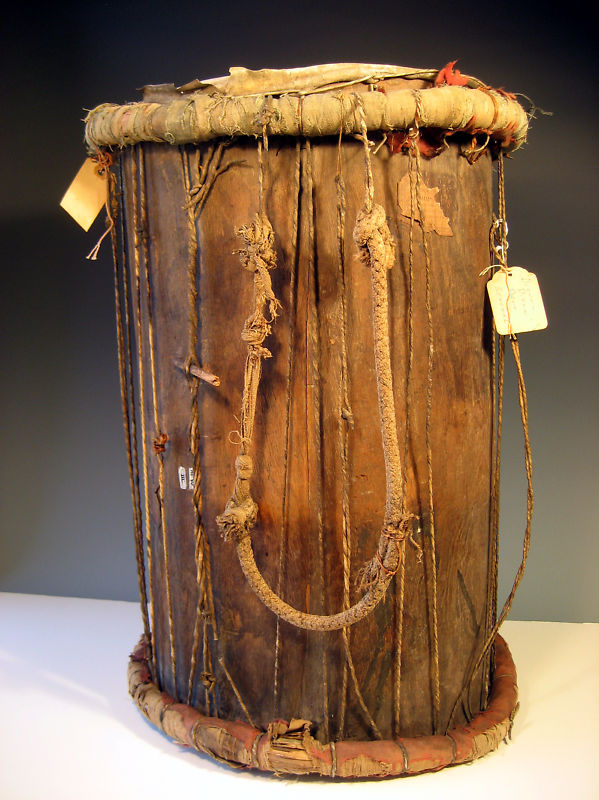
Um tambor de guerra real do século 19, chamado jung-jung na língua sererê. Ele era tocado quando os sererês, reis e guerreiros foram para a guerra. A partir do Reino de Sine, agora parte do Senegal.

Jung-jung (grafias diferentes, incluindo Junjung) é o nome para o tambor de guerra real dos sererês no Senegal e Gâmbia.
Ele era tocado no caminho para a batalha, bem como em ocasiões especiais do Estado.